# Lychnorhizidae
Lychnorhizidae là một họ sứa thực sự.

## Các loài
Các loài sau đây được công nhận trong họ Lychnorhizidae:
- Anomalorhiza

- Anomalorhiza shawi Light, 1921

- Lychnorhiza

- Lychnorhiza arubae Stiasny, 1920
- Lychnorhiza lucerna Haeckel, 1880
- Lychnorhiza malayensis Stiasny, 1920

- Pseudorhiza

- Pseudorhiza aurosa von Lendenfeld, 1882
- Pseudorhiza haeckeli Haacke, 1884